# 臺北市立中正高級中學校友列表
以下收錄畢業自臺北市立中正高級中學之知名校友。

## 法律、政治界
- 李永然（律師，永然聯合法律事務所主持律師、中華人權協會名譽理事長、中華民國仲裁協會常務理事等）
- 林子儀（前司法院大法官，現任中央研究院法律學研究所特聘研究員兼所長、台大法律學院兼任教授等）
- 賴坤成（前立法委員，律師，中天國際法律事務所顧問律師，前國大代表、台東市市長、立法院民進黨團助理等）
- 李俊俋（立法委員，前總統府國策顧問、考試院銓敘部政務次長、嘉義市副市長、淡江大學兼任講師等）
- 姚文智（立法委員，前行政院新聞局局長、台視董事兼文化公司總經理、高雄市新聞處長、自由時報記者等）
- 阮昭雄（台北市議員，世新大學兼任講師、前民進黨青年部主任等）
- 陳彥伯（台北市議員，前中時晚報、聯合晚報政治組記者等）
- 孟義超（前民進黨文宣部主任、前民進黨新聞部主任等）
- 陳政峰（立遠國際事業有限公司總經理，曾任國民大會代表、國立台灣大學學生代表大會議長等）
- 謝震武（律師，謝震武律師事務所主持律師、各大節目主持人、廣告代言等）
- 李家慶（律師，理律法律事務所合夥人、中華民國律師公會全國聯合會第10屆理事長、台北律師公會第25屆理事長等）
- 蔡志雄（律師，蔡志雄律師事務所主持律師、台北律師公會第26屆副秘書長，常上各大節目提供法律諮詢）
- 詹振寧（律師，信華法律事務所主持律師，曾任龍華科技大學、崇右技術學院民商法講師等）
- 陳友炘（律師，大灣法律事務所所長、財團法人法律扶助基金會審查委員、扶助律師等）
- 王鑫健（檢察官，台灣臺北地方法院檢察署公訴組檢察官，曾承辦台北市雙子星開發弊案等）
- 張嘉麟（行政院消費者保護委員會消費者保護官）
- 黃天牧 (金管會副主委)
- 賴煥紘 (科研社，基隆市環保局長)
- 張衞航（吉他社，律師，宏道法律事務所、經濟部中小企業榮譽律師，法扶基金會律師、犯罪被害人保護協會扶助律師、獲時代力量提名參選2020年新北市第一選區（淡水、八里、林口、泰山、石門、三芝區）立委、時代力量副秘書長）
- 周鳴瑞（吉他社，大陸委員會法政處處長）
- 李嗣琪（吉他社，法蘭克福臺德婦女會會長）

## 新聞、媒體界
- 王瑞德（資深媒體工作者、政論名嘴）
- 羅友志（東森新聞臺主播、東森新聞臺社會新聞中心副主任）
- 靳秀麗（東森電視新聞主播、東森慈善基金會終身志工）
- 徐展元（任職於緯來電視網，主要負責轉播中華職棒為主的棒球賽事及台灣電競聯賽等）
- 馮光遠（曾經任職於《中國時報》，現為自由專欄作家、以無黨籍身份參加2014年臺北市市長選舉）
- 孫窮理（苦勞網創辦人）
- 施孝瑋（儀隊，《全球防衛雜誌》採訪主任、《關鍵時刻》固定班底）
- 唐綺陽（國師，知名星座專家，常上各大電視媒體分析星座運勢，占星學專家、電視主持人、配音演員）
- 屠潔（廣播節目、現場活動主持人、Youtuber，曾獲得廣播金鐘獎）

## 學術界
- 黃榮鵬（育達科技大學校長，曾任高雄餐旅大學副校長、院長，1981~1984年就讀中正高中）
- 黃智聰（國立政治大學財政系特聘教授，曾任財政系系主任，曾借調至開南大學任人文社會學院院長，1981~1984年就讀中正高中）
- 陳鴻助（台南應用科技大學校長，國立台灣科技大學98年度傑出校友）
- 李肇修（國立台南藝術大學校長、音樂系教授）
- 薛化元（國立政治大學台灣史研究所教授兼文學院院長）
- 蔡璧名（國立台灣大學中國文學系副教授）
- 劉千義（中央研究院環境變遷研究中心研究員、國立中央大學太空及遙測研究中心、大氣科學系教授）
- 黃明理（國立台灣師範大學國文系教授）
- 張欣綠（國立政治大學資訊管理學系專任副教授）
- 郭昭麟（中國醫藥大學中國藥學暨中藥資源學系副教授兼系主任）
- 李弘暉（元智大學管理學院副院長）
- 王伯昌（淡江大學理學院院長、化學系主任）
- 嚴震生（國立政治大學國際關係研究中心美洲暨歐洲研究所研究員、政治系兼任教授等）
- 卓琍玲（中央警察大學鑑識科學系助理教授）
- 連興隆（航空社，國立高雄大學土木與環境工程學系教授，曾任國立高雄大學學務長）
- 趙光裕（生研社，中央研究院植物暨微生物學研究所副研究員、中興大學生物科技發展中心副教授）
- 陳正利（生研社，真理大學環境教育暨生態保育研究推廣中心組長、康寧大學休閒管理學系助理教授）
- 陳義雄（生研社，國立台灣海洋大學副研發長、海洋生物研究所所長、生命科學系教授，榮獲第40屆十大傑出青年）
- 鍾秉正（生研社，國防大學法律學系教授、國立台北大學法律學系兼任教授）
- 杜本麟（生研社，日本慶應義塾大學與新加坡國立大學聯合研究中心副主任、電機與資訊工程系教授）
- 黃俊霖（生研社，國立自然科學博物館生物學組助理研究員，著有《新觀念生物學》等）
- 沈振峰（生研社，國立虎尾科技大學生物科技系助理教授、新竹教育大學應用科學系兼任助理教授）
- 方凱弘（生研社，世新大學行政管理學系助理教授、銘傳大學公共事務學系助理教授）
- 林明德（生研社，慈濟大學生命科學系助理教授）
- 陳炎鍊（生研社，萬能科技大學生物技術系講師）
- 陳相因（8字頭，中央研究院中國文哲研究所副研究員兼圖書館主任）
- 林威宇（生研社，高雄醫學大學藥學研究所博士後研究員）
- 黃之暘（生研社，台灣海洋大學水產養殖學系助理教授）
- 匡思聖（元培科技大學通識教育中心助理教授、私立中道中學董事、台灣藝術大學兼任講師）
- 王升陽（國立中興大學森林學系終身特聘教授兼創產暨國際學院院長）
- 鄭學淵（國立台灣海洋大學環境生物與漁業科學學系教授）
- 呂文慈（中國文化大學音樂學系教授兼主任、所長，美國耶魯大學音樂院理論作曲系碩士、非音樂班出身而考上東吳大學音樂系主修長笛。就讀本校時，以「白鴿」筆名發表詩作「晨書」於校刊及「北市青年」，後收錄於蔡琴「出塞曲」專輯）
- 曾素玲（第1屆音樂班，東吳大學音樂學系專任副教授、美國德州奧斯汀分校音樂藝術博士）
- 盧志銘（音樂班，南華大學民族音樂學系、台灣藝術大學音樂學系講師等）
- 何婉甄（音樂班，國立台南藝術大學音樂學系助理教授）
- 黃譯萱（音樂班，東海大學音樂學系兼任助理教授、Miles College大學助理教授）
- 張力天（國立中興大學獸醫學系終身特聘教授）
- 余騰鐸（國立成功大學資源工程系助理教授）
- 楊宣哲（東南科技大學企業管理系助理教授兼系主任）
- 陳威翔（國立中山大學工學院副院長，環境工程研究所所長）

## 文化、藝術界
- 幾米  （知名繪本創作者，其中作品《向左走·向右走》曾被改編成音樂劇、電影及電視劇；《地下鐵》改編成音樂劇、電視劇及動畫，其他衍生作品另有音樂CD；《微笑的魚》在2005年被改編成動畫，更榮獲第29屆香港國際電影節醉藍都會短片大賞以及第56屆柏林影展兒童單元特別獎；《星空》在2011年改編成電影）
- 梁兆豐（管樂社，指揮家，台灣第一位長號演奏博士。台北市立中正高中第16屆校友，畢業於紐約曼哈頓音樂學院、耶魯大學與紐約州立大學博士班，旅美期間曾任紐約幼獅管弦樂團指揮。目前擔任震撼管樂團藝術總監與台灣耶魯室內樂團指揮，任教於國立嘉義大學及私立文化大學音樂系；並擔任臺南女中音樂班、南門國中音樂班與光仁小學音樂班的管弦樂團指揮）
- 楊雅喆（中青社，導演，代表作為《女朋友‧男朋友》、《囧男孩》等）
- 陳凱倫（主演上百部電視劇及電影。11度入圍金鐘獎，第26屆廣播金鐘獎最佳主持人、第33屆最佳綜藝節目獎）
- 張博鈞（生研社，導演，代表作「戀戀火金姑」獲國家出版獎優等獎）
- 許佑生（華人社會著名性學家和作家，美國舊金山高級人類性學研究院性學博士，長期致力於推動同志人權）
- 何孟娟（藝術家，視覺藝術協會副理事長、非常廟總經理，榮獲2012年亞洲文化協會受獎人等大獎）
- 孫曉彤（畢聯會、美術班，藝外ARTITUDE採訪主編，曾任Cans當代藝術新聞副主編、典藏style主編等）
- 陳瀅如（藝術家，作品曾獲卡帝斯特基金會、台北市立美術館、荷蘭影像媒體藝術中心、荷蘭皇家國際藝術村等地收藏）
- 周龍修（晶彩極星文創股份有限公司總顧問）
- 姜樂靜（中青社，建築師。致力推展新校園運動，曾獲遠東建築獎「921校園重建特別獎」首獎、內政部傑出建築師獎等）

## 音樂、影視界
- 呂聖斐（知名演奏家、配樂家，金曲獎、金馬獎得主）
- 董舜文（管樂社，知名爵士樂演奏家，金曲獎得主）
- 徐華鳳（第1屆舞蹈班，知名藝人，2011年病逝）
- 沈宜璇（舞蹈班，中華民國中東肚皮舞推廣協會創辦人暨理事長，曾多次接受各大電視台專訪）
- 鄭宜農（舞蹈班，歌手、演員）
- 黃姵嘉（舞蹈班，演員，電影「寶米恰恰」女主角)
- 謝宇威（第2屆美術班，客家詞曲創作演唱、客家電視台主持人)
- 劉榮昌（童軍社，客家音樂創作者，入圍第19屆金曲獎最佳客語演唱人與客語專輯、第24屆金曲獎最佳客語演唱人）
- 李京恬（音樂班，演員、模特兒)
- 那維勳（音樂班，藝人）
- 吳睿軒（藝名鹿希派，音樂班，歌手、詞曲作者、作曲家、填詞人，知名藝人吳宗憲的兒子）
- 葉天倫（合唱社社長，知名配音員，電影「雞排英雄」導演）
- 雷光夏（合唱社、吉他社，現任職於台北愛樂電台）
- 方志耀（吉他社，藝人）
- 侯昌明（吉他社，藝人）
- 林正如（吉他社創社社長，專業音樂人，台北市知名live house「河岸留言」創辦人）
- 黃中岳（吉他社，知名音樂製作人，兩次金曲獎最佳編曲入圍）
- 楊陳德（吉他社，夢響管弦樂團創辦人兼指揮）
- 李念和（吉他社，音樂製作人、詞曲作者、歌手、MUST(財團法人中華音樂著作權協會)第八屆董事長）
- 陳建寧（吉他社，樂團F.I.R團長）
- 賴二川（吉他社，Lights Up Studio錄音室負責人，金曲獎演奏類最佳專輯製作人獎獲獎）
- 麥嘉文（吉他社，現為許多知名藝人及演唱會音控師）
- 蔡周翰（吉他社，多次金曲獎最佳專輯錄音獎獲獎及入圍）
- 林易祺（吉他社，樂團Vast & Hazy團長兼吉他手）
- 廖嘉琛（國術社，曾任該校英文老師，拍攝「蠻牛廣告」而廣為人知）
- 陳彥瑋（熱音社，樂團Color Band-可樂）
- 任容萱（舞研社，知名演員、歌手及模特兒，其姐姐為知名女子團體S.H.E的Selina）
- 趙家蓉（生研社，資深藝人，曾主演「京華煙雲」、「俠客行」等多部連續劇與電影，現任台灣演藝人協會執行長）
- 陳俊生（藝人，曾演出許多電視劇，目前為知名快速記憶訓練講師）
- 徐逸超（藝名阿超，第23屆金旋獎獨唱組冠軍、目前為喜國娛樂創作歌手）
- 陳俊傑（已故知名YouTuber ，暱稱光頭哥哥，作品多為喜劇短片。）
- 張衞帆（吉他社，臺灣作曲家，狂想音樂有限公司音樂製作人）
- 李汪哲（臺灣資深製作人，杰威爾音樂有限公司製作人)
- 芊茵/芊芊 (舞蹈班，台新夢想家職籃啦啦隊)
- 金魚腦 (美術班，知名YouTuber)

## 體育界
- 范揚揚（劍道社，前中華民國劍道國手，第12屆世界盃國家代表隊隊長，台北市大安區體育會劍道委員會主任委員，寶藏巖劍道館 館長，淡江大學劍道部 監督，台北市華興小學劍道部 監督，劍道 修道館教練）
- 曹之翰（吉他社，中華民國慢速壘球協會秘書長）

## 醫藥界
- 姜彥君（科研社，前台北市立萬芳醫院牙科部醫師）
- 楊儒昇（生研社，前基隆長庚醫院風濕免疫科醫師）
- 蕭兆鈞（生研社，台北市立聯合醫院仁愛院區泌尿科醫師）
- 方志男（管樂社，台北市立聯合醫院仁愛院區中醫科醫師、國興中醫診所院長）。
- 何正宇（高雄榮民總醫院 復健部 主治醫師）
- 林文勝（臺北市立萬芳醫院 傳統醫學科 主治醫師）
- 許世達（吉他社，睿生中醫診所院長，前中山醫學大學醫學系助理教授）
- 陳婉青（衛生福利部疾病管制署防疫醫師)

## 商業、科技界
- 黃經緯（科研社，艾比索episode.cc創辦人）
- 柯之琛（Morgan Stanley Taiwan Chief Executive Officer/台灣摩根士丹利證券董事長）
- 楊正大（儀隊，麥奇數位股份有限公司(TutorABC)董事長、美國加州大學洛杉磯分校(UCLA)藥物化學博士）
- 蕭綮鞍（大同綜合訊電股份有限公司總經理）
- 李東昇（全球觀管理顧問股份有限公司總經理）
- 林明德（乖乖股份有限公司總務人事部經理）
- 陳錦書（生研社，長庚生技產品開發處處長、明志科技大學化學工程系講師）
- 康程泰（生研社，竑盛科技股份有限公司執行長、中國文化大學兼任講師）
- 劉名振（吉他社，優聲學Better Sound創辦人，前《音響論壇》主編）
- 詹志上（吉他社，玳偉營造股份有限公司 總經理）
- 范皓揚（吉他社，艾格亞士科技有限公司 總經理）
- 蕭信建（管樂社，美商英特爾(Intel)亞太科技有限公司台灣分公司通路業務經理）

## 環境生態界
- 李璟泓（生研社，生態研究者，曾與國家地理頻道合作拍攝灰面鵟鷹紀錄片，台灣省野鳥協會前總幹事等）
- 黃世富（生研社，生態研究者，國內知名竹節蟲專家，著有《台灣的竹節蟲》、繪有《蜘蛛博物學》等）
- 賴卓彥（生研社，生態攝影師，協助臺北市立動物園紀錄電影《少年Pi的奇幻漂流》在動物園內之拍攝記錄）